# Mariana Meerhoff
Mariana Meerhoff (Montevideo, 17 de junio de 1975)  
Profesora titular del Centro Universitario Regional del Este de la Universidad de la República e investigadora asociada de la Universidad de Aarhus. Asimismo, se desempeña como Profesora Grado 5 del Programa de Desarrollo de las Ciencias Básicas (PEDECIBA), y es Investigadora Nivel 3 del Sistema Nacional de Investigadores de la Agencia Nacional de Investigación e Innovación (SNI, ANII, Uruguay). En la actualidad cuenta con más de 95 publicaciones de artículos científicos en revistas arbitradas. En 2011 fue reconocida con el Premios L'Oréal-UNESCO a Mujeres en Ciencia por el proyecto: "Funcionamiento ecosistémico en cuerpos de agua: efectos del grado de impacto y la apertura del ecosistema", y en 2015 con el premio internacional IRPE y el premio Roberto Caldeyro Barci PEDECIBA.

## Ámbito académico
A los 18 años (en 1994) ingresó a la Facultad de Ciencias de la Universidad de la República a la Licenciatura en Ciencias Biológicas, la que finalizó en 1998 con profundización en Ecología. Entre 1999 y 2001, realizó la maestría en Ciencias Biológicas (PEDECIBA, UdelaR) tutoreada por los doctores Néstor Mazzeo y Brian Moss, titulada "Efecto de la presencia de hidrófitas en la estructura de las comunidades de zooplancton y peces en un lago hipereutrófico somero". En 2003 comienza su doctorado en Ciencias en la Universidad de Aarhus en Dinamarca, orientada por los doctores Erik Jeppesen y Tom V. Madsen, el cual finaliza en 2006; la tesis se tituló "The structuring role of macrophytes on trophic dynamics of shallow lakes under a climate warming scenario". En 2010 obtuvo su posdoctorado en cooperación entre Uruguay y Dinamarca. En ese mismo año asumió como Profesora Adjunta en el Centro Universitario Regional Este de la Universidad de la República, ingresando al régimen de dedicación total.
Sus investigaciones se centran en entender las respuestas de los ecosistemas acuáticos continentales a presiones antropogénicas, como el calentamiento climático y los cambios en el uso del suelo, por su impacto potencial sobre los ecosistemas naturales.
Fue miembro del Consejo Asesor del Instituto Sudamericano de Investigación y Educación en Ciencias de la Sustentabilidad y la Resiliencia (en inglés: SARAS). 

## Premios y reconocimientos
- 2011, ganadora del Premios L'Oréal-UNESCO Mujeres en la Ciencia.[6]
- 2015, ganadora del Reconocimiento Internacional a la Excelencia Profesional en Limnología (International Recognition of professional Excellence in Limnology).[7]
- 2015, ganadora del Premio Roberto Caldeyro Barcia PEDECIBA.[8]

## Publicaciones
- Beklioğlu, M., Meerhoff, M., Davidson, T.A., Ger, K.A., Havens, K. and Moss, B., 2016. Preface: Shallow lakes in a fast changing world.Hydrobiologia, 778(1), pp. 9-11.]
- Jeppesen, E., Meerhoff, M., Davidson, T.A., Trolle, D., SondergaarD, M., Lauridsen, T.L., Beklioglu, M., Brucet Balmaña, S., Volta, P., González-Bergonzoni, I. and Nielsen, A., 2014. Climate change impacts on lakes: an integrated ecological perspective based on a multi-faceted approach, with special focus on shallow lakes.]
- Meerhoff, M., Teixeira-de Mello, F., Kruk, C., Alonso, C., Bergonzoni, I.G., Pacheco, J.P., Lacerot, G., Arim, M., Beklioglu, M., Balmana, S.B. and Goyenola, G., 2012. Environmental warming in shallow lakes: a review of potential changes in community structure as evidenced from space-for-time substitution approaches. Advances in Ecological Research.]
- González-Bergonzoni, I., Meerhoff, M., Davidson, T.A., Teixeira-de Mello, F., Baattrup-Pedersen, A. and Jeppesen, E., 2012. Meta-analysis shows a consistent and strong latitudinal pattern in fish omnivory across ecosystems.Ecosystems, 15(3), pp.492-503.
- Jeppesen, E., Kronvang, B., Olesen, J.E., Audet, J., Søndergaard, M., Hoffmann, C.C., Andersen, H.E., Lauridsen, T.L., Liboriussen, L., Larsen, S.E. and Beklioglu, M., 2011. Climate change effects on nitrogen loading from cultivated catchments in Europe: implications for nitrogen retention, ecological state of lakes and adaptation. Hydrobiologia, 663(1), pp. 1-21.
- Jeppesen, E., Meerhoff, M., Holmgren, K., González-Bergonzoni, I., Teixeira-de Mello, F., Declerck, S.A., De Meester, L., Søndergaard, M., Lauridsen, T.L., Bjerring, R. and Conde-Porcuna, J.M., 2010. Impacts of climate warming on lake fish community structure and potential effects on ecosystem function. Hydrobiologia, 646(1), pp.73-90.
- Meerhoff, M. and Jeppesen, E., 2009. Shallow lakes and ponds. In Encyclopedia of Inland Waters. Pergamon Press.]
- Jeppesen, E., Kronvang, B., Meerhoff, M., Søndergaard, M., Hansen, K.M., Andersen, H.E., Lauridsen, T.L., Liboriussen, L., Beklioglu, M., Özen, A. and Olesen, J.E., 2009. Climate change effects on runoff, catchment phosphorus loading and lake ecological state, and potential adaptations. Journal of Environmental Quality, 38(5), pp.1930-1941.]
- Jeppesen, E., Søndergaard, M., Meerhoff, M., Lauridsen, T.L. and Jensen, J.P., 2007. Shallow lake restoration by nutrient loading reduction—some recent findings and challenges ahead. Hydrobiologia, 584(1), pp.239-252.
- Meerhoff, M., Clemente, J.M., MELLO, D., TEIXEIRA, F., IGLESIAS, C., PEDERSEN, A.R. and JEPPESEN, E., 2007. Can warm climate‐related structure of littoral predator assemblies weaken the clear water state in shallow lakes?. Global Change Biology, 13(9), pp.1888-1897].
- Meerhoff, M., Iglesias, C., De Mello, F.T., Clemente, J.M., Jensen, E., Lauridsen, T.L. and Jeppesen, E., 2007. Effects of habitat complexity on community structure and predator avoidance behaviour of littoral zooplankton in temperate versus subtropical shallow lakes. Freshwater Biology, 52(6), pp.1009-1021.
- Meerhoff, M., 2006. The structuring role of macrophytes on trophic dynamics in shallow lakes under a climate-warming scenario (Doctoral dissertation, Aarhus UniversitetAarhus University, Science and TechnologyScience and Technology, Institut for BioscienceDepartment of Bioscience, Institut for Bioscience-Sø-økologiDepartment of Bioscience-Lake Ecology).
- Meerhoff, M., Fosalba, C., Bruzzone, C., Mazzeo, N., Noordoven, W. and Jeppesen, E., 2006. An experimental study of habitat choice by Daphnia: plants signal danger more than refuge in subtropical lakes. Freshwater Biology, 51(7), pp.1320-1330.]
- Jeppesen, E., Søndergaard, M., Mazzeo, N., Meerhoff, M., Branco, C.C., Huszar, V. and Scasso, F., 2005. Lake restoration and biomanipulation in temperate lakes: relevance for subtropical and tropical lakes. Restoration and Management of Tropical Eutrophic Lakes, pp.341-359.
- Meerhoff, M. and Mazzeo, N., 2004. Importancia de las plantas flotantes libres de gran porte en la conservación y rehabilitación de lagos someros de Sudamérica. Revista Ecosistemas, 13(2).]
- Meerhoff, M., Mazzeo, N., Moss, B. and Rodríguez-Gallego, L., 2003. The structuring role of free-floating versus submerged plants in a subtropical shallow lake. Aquatic Ecology, 37(4), pp.377-391.